# Volenice (Boêmia Central)
Volenice é uma comuna checa localizada na região da Boêmia Central, distrito de Příbram.